# Pterolophia graciosa
Pterolophia graciosa là một loài bọ cánh cứng trong họ Cerambycidae.